# Amir Natjó
Amir Adámovich Natjó (en ruso: Амир Адамович Натхо; n. Maikop, Rusia, 9 de julio de 1996) es un futbolista ruso. Comenzó su carrera profesional en 2012, juega en la posición de centrocampista y se encuentra sin equipo tras abandonar el F. C. SKA-Jabarovsk. Su nombre se translitera al inglés como Natkho.

## Biografía
Nacido en la ciudad rusa de Maikop, el 9 de julio de 1996.
Desde muy niño tuvo una gran pasión por el fútbol, ya que este deporte viene de tradición familiar.
Su padre es Adam Natjó, exjugador y actual entrenador del F. K. Druzhba Maikop y su primo es Bibras Natkho, jugador del PAOK de Salónica F. C. y de la selección de fútbol de Israel.
Tras iniciarse en el mundo del fútbol, entró para formarse en la "Academia de Fútbol Konopliov" situada en la ciudad de Toliatti. Allí cabe destacar que coincidió con el famoso jugador Alán Dzagóyev.
Al tiempo fichó por primera vez por el equipo F. K. Druzhba Maikop, en el que hizo su debut en la temporada 2012-2013 de la Segunda División de Rusia en un partido celebrado el 16 de julio de ese primer año, contra el F. C. MITOS Novocherkask.
En esa primera temporada hizo un total de 18 apariciones y el 31 de julio logró anotar un gol en la victoria 3-1 sobre el F. C. Alania Vladikavkaz.
Seguidamente para la temporada 2014-2015 se trasladó a España tras fichar el 10 de julio por el Fútbol Club Barcelona Juvenil "A", perteneciente a la División de Honor Juvenil. Durante esta etapa logró marcar un gol, el 24 de noviembre de ese mismo año en la victoria 3-2 ante el APOEL de Nicosia.
En esta cantera, es el primer jugador ruso de la historia.[cita requerida]
Regresó a Rusia, donde el 1 de septiembre de 2015 firmó un contrato como nuevo jugador del P. F. C. CSKA Moscú, portando el dorsal número 20 y habiendo subido de categoría al haber entrado en la temporada 2015-2016 de la Liga Premier de Rusia (Primera División Rusa) y la Liga de Campeones de la UEFA 2015-16. También cabe destacar que en esta etapa jugó junto a su primo Bibras.
En este equipo hizo su debut el 23 de septiembre de ese primer año, en un partido de la Copa de Rusia jugado con el F. C. Baikal Irkutsk.

## Clubes
| Club                     | País        | Año       |
| ------------------------ | ----------- | --------- |
| F. K. Druzhba Maikop     | Rusia       | 2012-2014 |
| P. F. C. CSKA Moscú      | Rusia       | 2015-2016 |
| F. C. Krasnodar          | Rusia       | 2016      |
| F. C. Lokomotiv Moscú    | Rusia       | 2017-2018 |
| F. C. Viitorul Constanța | Rumania     | 2018-2019 |
| BATE Borísov             | Bielorrusia | 2019      |
| F. K. Yevpatoria         | Rusia       | 2019-2020 |
| JK Nõmme Kalju           | Estonia     | 2020-2021 |
| FCI Levadia Tallinn      | Estonia     | 2021-2022 |
| F. C. Armavir            | Rusia       | 2022      |
| F. C. SKA-Jabarovsk      | Rusia       | 2022-2023 |